# Митник Анатолій Михайлович
Анато́лій Миха́йлович Ми́тник (1971—2014) — рядовий батальйону патрульної служби міліції особливого призначення «Дніпро-1» МВС України, учасник російсько-української війни.

## Життєпис
Народився 1971 року в селі Наконечне Перше (Яворівський район Львівської області). Походить з родини військовика, рано осиротів. Закінчив яворівську школу № 3. Після одруження перебрався на проживання з Яворова до Наконечного. В автомобільній аварії дружина стала інвалідом, ледве її виходив.
Мобілізований у травні 2014-го, рядовий міліції, батальйон патрульної служби міліції особливого призначення «Дніпро-1».
Поранений, у бою прикрив від вибуху собою командира, побував у відпустці вдома. Важкопоранений 30 серпня 2014 року в бою біля села Піски Ясинуватського району. Помер 31 серпня в Пісках на операційному столі.
Похований у селі Наконечне. Останній шлях від київської траси до Наконечного Першого люди устелили лампадками пам'яті, в чині похорону брали участь сотні галичан.
Вдома залишилися дружина Ірина, син Анатолій 1997 р.н., донька Сніжана, сестра. В часі перебування у відпустці встановив на подвір'ї державний прапор, який після смерті вояка його син Анатолій не дозволив прибрати.

## Нагороди і вшанування
- 14 листопада 2014 року за особисту мужність і героїзм, виявлені у захисті державного суверенітету та територіальної цілісності України, вірність військовій присязі під час російсько-української війни, відзначений — нагороджений орденом «За мужність» III ступеня (посмертно).
- Його портрет розміщений на меморіалі «Стіна пам'яті полеглих за Україну» у Києві: секція 4, ряд 3, місце 8
- Вшановується 31 серпня на щоденному ранковому церемоніалі вшанування українських захисників, які загинули цього дня у різні роки внаслідок російської збройної агресії[1]
- відзнака БПСМОП «Дніпро-1» — нагрудний знак «Лицарський Хрест Доблесті» ІІІ ступеня (посмертно)
- в Яворівській ЗОШ № 3 ім Т. Шевченка відкрито меморіальну дошку його честі